# Hjördis Töpel
Hjördis Viktoria Töpel (Göteborg, 4 gennaio 1904 – Västra Frölunda, 17 marzo 1987) è stata una tuffatrice e nuotatrice svedese.
Partecipò alle gare di nuoto e di tuffi della VIII Olimpiade di Parigi del 1924 ed alla gara di tuffi della IX Olimpiade di Amsterdam del 1928, vincendo complessivamente due bronzi.
Nella edizione dei giochi olimpici del 1924 partecipò alle gare di nuoto dei 100m stile libero, dei 400m stile libero, dei 200m rana, dove giunse settima, ed alla staffetta 4x100m stile libero, dove vinse il bronzo. Vinse anche un bronzo nei tuffi plain high.
Partecipò ancora all'edizione dei giochi olimpici del 1928 nella gara di tuffi dalla piattaforma.
Hjördis Töpel è sorella dell'olimpionica Ingegärd Töpel.

## Palmarès
In carriera ha conseguito i seguenti risultati:
- Giochi olimpici:

Parigi 1924: bronzo nella staffetta 4x100m stile libero e nei tuffi plain high.